# Amerikaanse auto in 1896
Dit artikel geeft een overzicht van alle Amerikaanse en Australische personenwagens uit 1896. De auto's staan alfabetisch gerangschikt per merk.

## Verenigde Staten
| Henry Ford |                  | concern:              | onafhankelijk |
| Henry Ford | divisie:         |                       |               |
| Henry Ford | merk:            | Ford Verenigde Staten |               |
| Henry Ford | model:           | Quadricycle runabout  |               |
| Henry Ford | einde productie: | 1901                  |               |
| Henry Ford | productieaantal: | 3                     |               |

| Charles Brady King |                  | concern:              | onafhankelijk |
| Charles Brady King | divisie:         |                       |               |
| Charles Brady King | merk:            | King Verenigde Staten |               |
| Charles Brady King | model:           | 1896                  |               |
| Charles Brady King | einde productie: | 1896                  |               |
| Charles Brady King | productieaantal: | 1                     |               |

## Australië
| Thomson |                  | concern:          | onafhankelijk |
| Thomson | divisie:         |                   |               |
| Thomson | merk:            | Thomson Australië |               |
| Thomson | model:           | 1896              |               |
| Thomson | einde productie: | 1896              |               |
| Thomson | productieaantal: | ?                 |               |